# Antrachinon
Antrachinon is een van antraceen afgeleid chinon. De zuivere stof komt voor als een geel kristallijn poeder, dat bijna niet oplosbaar is in water.

## Synthese
Antrachinon kan op verschillende manieren bereid worden. De eenvoudigste manier is de oxidatie van antraceen met chroom(VI)oxide en azijnzuur:
De Friedel-Crafts-acylering van benzeen en ftaalzuuranhydride onder invloed van een sterk lewiszuur is een alternatief:
Een derde methode is de diels-alderreactie van naftochinon (verkregen door de oxidatie van naftaleen) met 1,3-butadieen, waardoor eerst 1,4,4a,9a-tetrahydroantrachinon gevormd wordt, dat verder gedehydrogeneerd wordt tot antrachinon:

## Toepassingen
Antrachinon wordt gebruikt als intermediair bij de synthese van kleurstoffen en pigmenten, o.a. van alizarine, en van pesticiden. Veel natuurlijke kleurstoffen zijn derivaten van antrachinon. Het wordt ook gebruikt bij de productie van pulp voor de papiernijverheid. Antrachinon wordt toegepast als afweerstof tegen vogels, om ze van de zaden van landbouwgewassen weg te houden. Dit gebruik is niet meer toegelaten in de Europese Unie.
Antrachinon of derivaten ervan worden gebruikt om waterstofperoxide (H2O2) te produceren met behulp van het Riedl-Pfleiderer-proces. Het antrachinonderivaat (zoals 2-ethylantrachinon) wordt katalytisch met waterstofgas gereduceerd tot het corresponderende hydrochinon. Dat wordt daarna met zuurstofgas of met zuurstofrijke lucht geoxideerd, waarbij het antrachinonderivaat terug verkregen wordt, samen met waterstofperoxide.